# Tilisuna-Schwarzhorn
Tilisuna-Schwarzhorn är en bergstopp i Österrike.   Den ligger i distriktet Bludenz och förbundslandet Vorarlberg, i den västra delen av landet, 500 km väster om huvudstaden Wien. Toppen på Tilisuna-Schwarzhorn är 2 460 meter över havet, eller 128 meter över den omgivande terrängen. Bredden vid basen är 0,38 km.
Terrängen runt Tilisuna-Schwarzhorn är huvudsakligen bergig. Närmaste större samhälle är Bludenz, 14,0 km norr om Tilisuna-Schwarzhorn. 
I omgivningarna runt Tilisuna-Schwarzhorn växer i huvudsak blandskog. Runt Tilisuna-Schwarzhorn är det ganska glesbefolkat, med 47 invånare per kvadratkilometer.